# レスターシャー
レスターシャー（英: Leicestershire, [ˈlɛstərʃɪər, -ʃər] ( 音声ファイル)）は、イングランドのイースト・ミッドランズにある典礼カウンティ。北でダービーシャー、ノッティンガムシャー、リンカンシャーと、東でラトランドと、南東でノーサンプトンシャーと、南西でウォリックシャーと、西でスタッフォードシャーと隣接する。州都および最大都市はレスター。
面積は2,156平方キロメートル、人口は70万人あまり。そのうち35万人が州の中央に位置するレスター市街に集中している。ほかの地域は大部分が農村部で、主要な町としてラフバラ、ヒンクリー、コールビルが挙げられる。行政上は非大都市圏カウンティに分類され、7つの地区（ディストリクト）とひとつの単一自治体（レスター）からなる。
州内はゆるやかな丘陵が点在する低地で、そのなかをソアー川が流れる。ソアー川はヒンクリーの南のウォリックシャーとの境界近くを源とし、北へ流れレスターやラフバラを経て州境でトレント川に合流する。ソアー川西岸の高地はチャーンウッドの森と呼ばれ、州内の最高地点であるバードン・ヒルはこの地域にある。
古代にはレスターがローマの入植地であった。6世紀にアングロ人が入植し、マーシア王国の版図となった。ドゥームズデイ・ブックが編さんされた1080年代には、すでにレスターシャーが成立していた。比較的平穏な歴史を経てきた州だが、薔薇戦争中の1485年にはチューダー朝の成立を決定づけたボズワースの戦いが行われた。産業革命期には北部と西部にレスターシャー炭田が開かれ、開発が行われた。レスターは製靴業で知られ、ラフバラも製造業の中心地であり続けている。
スティルトン・チーズやメルトン・モーブリー・ポークパイが名物である。

## 歴史
1086年のドゥームズデイ・ブックには、ガスラクストン、フラムランド、ゴスコート、ギャートリーの4つの郡 (wapentake) が記載されている。これらの郡はのちに百戸村 (hundred) と呼ばれるようになり、ゴスコートがウェスト・ゴスコートとイースト・ゴスコートに分割されたほか、スパーケンホーの百戸村が新たに置かれた。1087年の記録に Lægrecastrescir と出ているのがレスターシャーの初出である。
レスターシャーの領域は、ドゥームズデイ・ブックの時代からほとんど変わっていない。ダービーシャーにあったミーシャムとドニスソープの飛び地は、のちにニザーシール地域と引き換えに編入した。また、マーケット・ハーバラの町の拡大により、従来ノーサンプトンシャーに所属していたリトル・ボウデンを編入した。
1972年地方自治法が1974年に施行されたことにより、それまでのレスター特別市と隣接するラトランドのカウンティがラスターシャーのディストリクトとなった。しかし、1997年4月1日に両者は単一自治体となっている。ラトランドは再び典礼カウンティとなったが、警察業務はなおレスターシャー警察管区が管轄している。
レスターシャーの州議会や州クリケットクラブ、サッカーのレスター・シティFCは、シンボルにキツネを採用している。これは、当地がキツネ狩り発祥の地とされるためで、クオーンに住んでいたヒューゴー・メイネルが「キツネ狩りの父」として知られている。メルトン・モウブレーやマーケット・ハーバラ、それに近隣のラトランドもキツネ狩りにゆかりのある場所である。
2021年7月に制定された州の公式旗にも、五弁飾りの下にキツネがあしらわれている。それまでレスターシャーはイングランドの歴史的カウンティで唯一、公式旗を制定していなかった。